# Lipina (województwo podkarpackie)
Lipina – wieś w Polsce, w województwie podkarpackim, w powiecie lubaczowskim, w gminie Oleszyce.
Do 31 grudnia 2023 miejscowość była częścią wsi Stare Sioło.
Wierni Kościoła rzymskokatolickiego należą do parafii Najświętszego Serca Pana Jezusa w Starych Oleszycach.